# Stenochironomus koreanus
Stenochironomus koreanus är en tvåvingeart som beskrevs av Art Borkent 1984. Stenochironomus koreanus ingår i släktet Stenochironomus och familjen fjädermyggor. Inga underarter finns listade i Catalogue of Life.